# Iisaku
Iisaku (em estoniano:  Iisaku vald) é um município rural estoniano localizado na região de Ida-Virumaa.